# Cheilotrichia brevior
Cheilotrichia brevior är en tvåvingeart som först beskrevs av Enrico Adelelmo Brunetti 1912.  Cheilotrichia brevior ingår i släktet Cheilotrichia och familjen småharkrankar. Inga underarter finns listade i Catalogue of Life.